# Theodor Brækken
Theodor Brækken (26 febbraio 2004) è uno sciatore alpino norvegese.

## Biografia
Specialista delle prove tecniche attivo dall'ottobre del 2020, in Coppa Europa Brækken ha esordito il 7 gennaio 2022 a Berchtesgaden in slalom speciale (16º) e ha conquistato il primo podio il 17 febbraio 2023 nelle medesime località e specialità (2º); il 18 novembre dello stesso anno ha esordito in Coppa del Mondo, a Gurgl in slalom speciale senza qualificarsi per la seconda manche, e il 6 febbraio 2024 ha conquistato la prima vittoria in Coppa Europa, a Gstaad nella medesima specialità. A Mondiali juniores di Tarvisio 2025 ha vinto la medaglia d'oro nello slalom speciale; non ha preso parte a rassegne olimpiche o iridate.

## Palmarès

### Mondiali juniores
- 1 medaglia:
  - 1 oro (slalom speciale a Tarvisio 2025)

### Coppa del Mondo
- Miglior piazzamento in classifica generale: 137º nel 2024

### Coppa Europa
- Miglior piazzamento in classifica generale: 2º nel 2024
- Vincitore della classifica di slalom speciale nel 2024
- 8 podi:
  - 2 vittorie
  - 5 secondi posti
  - 1 terzo posto

#### Coppa Europa - vittorie
| Data            | Località | Paese    | Specialità |
| --------------- | -------- | -------- | ---------- |
| 6 febbraio 2024 | Gstaad   | Svizzera | SL         |
| 11 marzo 2024   | Kläppen  | Svezia   | SL         |

Legenda:

SL = slalom speciale

### Australia New Zealand Cup
- Miglior piazzamento in classifica generale: 4º nel 2025
- 1 podio:
  - 1 terzo posto

### Campionati norvegesi
- 4 medaglie:
  - 1 oro (slalom gigante nel 2025)
  - 1 argento (slalom gigante nel 2024)
  - 2 bronzi (slalom speciale nel 2024; slalom speciale nel 2025)